# Atletisme als Jocs Olímpics d'Estiu de 1924 - 800 metres masculins
Els 800 metres masculins va ser una de les proves del programa d'atletisme disputades durant els Jocs Olímpics de París de 1924. La prova es va disputar el 6 i 8 de juliol de 1924 i hi van prendre part 43 atletes de 21 nacions diferents.

## Medallistes
| Or                 | Plata             | Bronze              |
| Douglas Lowe (GBR) | Paul Martin (SUI) | Schuyler Enck (USA) |

## Rècords
Aquests eren els rècords del món i olímpic que hi havia abans de la celebració dels Jocs Olímpics de 1924.
| Rècord del Món | 1' 51.9" | Ted Meredith | Estocolm (SWE) | 8 de juliol de 1912 |
| Rècord Olímpic | 1' 51.9" | Ted Meredith | Estocolm (SWE) | 8 de juliol de 1912 |

## Resultats

### Sèries
Les sèries es van disputar el 6 de juliol de 1924. Els tres millors de cada sèrie passaven a les semifinals.
Sèrie 1
| Posició | Atleta                | Temps  | Qual. |
| ------- | --------------------- | ------ | ----- |
| 1       | René Wiriath (FRA)    | 1:59.0 | Q     |
| 2       | Bill Richardson (USA) | 1:59.6 | Q     |
| 3       | Gösta Jansson (FIN)   | 1:59.9 | Q     |
| 4       | Clifford Davis (RSA)  |        |       |
| 5       | Ludwig Deckardt (AUT) |        |       |
| 6       | Vilém Šindler (TCH)   |        |       |
| 7       | Édouard Armand (HAI)  |        |       |

Sèrie 2
| Posició | Atleta                      | Temps  | Qual. |
| ------- | --------------------------- | ------ | ----- |
| 1       | Clarence Oldfield (RSA)     | 1:58.0 | Q     |
| 2       | Harry Houghton (GBR)        | 1:58.4 | Q     |
| 3       | Schuyler Enck (USA)         | 1:58.6 | Q     |
| 4       | Maurice Grosclaude (FRA)    |        |       |
| 5       | Mario-Giuseppe Bonini (ITA) |        |       |
| 6       | Eduard Riedl (TCH)          | 2:02.5 |       |
| 7       | Juan Escutia (MEX)          |        |       |

Sèrie 3
| Posició | Atleta                   | Temps  | Qual. |
| ------- | ------------------------ | ------ | ----- |
| 1       | Paul Martin (SUI)        | 2:00.2 | Q     |
| 2       | Sven Emil Lundgren (SWE) | 2:01.4 | Q     |
| 3       | Jack Harris (CAN)        | 2:01.6 | Q     |
| 4       | Malcolm Boyd (AUS)       |        |       |

Sèrie 4
| Posició | Atleta               | Temps  | Qual. |
| ------- | -------------------- | ------ | ----- |
| 1       | Adriaan Paulen (NED) | 1:59.2 | Q     |
| 2       | John Watters (USA)   | 1:59.8 | Q     |
| 3       | Tom McKay (CAN)      | 2:00.1 | Q     |
| 4       | Puccio Pucci (ITA)   |        |       |
| 5       | Roy Norman (AUS)     |        |       |
| 6       | Narciso Costa (BRA)  |        |       |
| 7       | Józef Jaworski (POL) |        | DNF   |

Sèrie 5
| Posició | Atleta                 | Temps  | Qual. |
| ------- | ---------------------- | ------ | ----- |
| 1       | Rudolf Johansson (SWE) | 1:57.6 | Q     |
| 2       | François Morren (BEL)  |        | Q     |
| 3       | Edgar Mountain (GBR)   |        | Q     |
| 4       | Ferruccio Bruni (ITA)  |        |       |
| 5       | Hec Phillips (CAN)     |        |       |
| 6       | Stefan Ołdak (POL)     | 2:09.0 |       |
| 7       | Wim Bolten (NED)       |        | DNF   |

Sèrie 6
| Posició | Atleta                   | Temps  | Qual. |
| ------- | ------------------------ | ------ | ----- |
| 1       | Kai Jensen (DEN)         | 1:58.4 | Q     |
| 2       | Norman MacEachern (IRL)  |        | Q     |
| 3       | Ray Dodge (USA)          |        | Q     |
| 4       | Stefan Kostrzewski (POL) | 2:01.6 |       |
| 5       | Menso Menso (NED)        |        |       |
| 6       | Jack Newman (AUS)        |        |       |
| 7       | Christophe Mirgain (LUX) |        |       |

Sèrie 7
| Posició | Atleta                   | Temps  | Qual. |
| ------- | ------------------------ | ------ | ----- |
| 1       | H. B. Stallard (GBR)     | 1:57.6 | Q     |
| 2       | Louis Philipps (FRA)     | 1:58.6 | Q     |
| 3       | Albert Larsen (DEN)      | 1:58.8 | Q     |
| 4       | Tokushige Noto (JPN)     |        |       |
| 5       | Erik Byléhn (SWE)        |        |       |
| 6       | Ömer Besim Koşalay (TUR) |        |       |

Sèrie 8
| Posició | Atleta                  | Temps  | Qual. |
| ------- | ----------------------- | ------ | ----- |
| 1       | Douglas Lowe (GBR)      | 1:58.0 | Q     |
| 2       | Georges Baraton (FRA)   | 1:59.2 | Q     |
| 3       | Charles Hoff (NOR)      | 2:02.1 | Q     |
| 4       | Karel Přibyl (TCH)      | 2:03.8 |       |
| 5       | Guillermo Amparan (MEX) |        |       |

### Semifinals
Les semifinals es van disputar el 7 de juliol de 1924. Els tres millors de cada semifinal passaven a la final.
Semifinal 1
| Posició | Atleta                  | Temps  | Qual. |
| ------- | ----------------------- | ------ | ----- |
| 1       | H. B. Stallard (GBR)    | 1:54.2 | Q     |
| 2       | Bill Richardson (USA)   | 1:55.0 | Q     |
| 3       | Paul Martin (SUI)       | 1:55.6 | Q     |
| 4       | Rudolf Johansson (SWE)  | 1:55.7 |       |
| 5       | Kai Jensen (DEN)        |        |       |
| 6       | Clarence Oldfield (RSA) |        |       |
| 7       | Georges Baraton (FRA)   | 1:57.6 |       |
| 8       | Tom McKay (CAN)         | 1:58.5 |       |

Semifinal 2
| Posició | Atleta                   | Temps  | Qual. |
| ------- | ------------------------ | ------ | ----- |
| 1       | Douglas Lowe (GBR)       | 1:56.8 | Q     |
| 2       | Harry Houghton (GBR)     | 1:57.3 | Q     |
| 3       | John Watters (USA)       | 1:57.4 | Q     |
| 4       | Sven Emil Lundgren (SWE) | 1:57.6 |       |
| 5       | Norman MacEachern (IRL)  | 1:58.3 |       |
| 6       | François Morren (BEL)    | 1:58.5 |       |
| 7       | René Wiriath (FRA)       | 1:59.6 |       |
| 8       | Albert Larsen (DEN)      | 2:00.2 |       |

Semifinal 3
| Posició | Atleta               | Temps  | Qual. |
| ------- | -------------------- | ------ | ----- |
| 1       | Ray Dodge (USA)      | 1:57.0 | Q     |
| 2       | Schuyler Enck (USA)  | 1:57.6 | Q     |
| 3       | Charles Hoff (NOR)   | 1:58.4 | Q     |
| 4       | Adriaan Paulen (NED) | 1:58.8 |       |
| 5       | Gösta Jansson (FIN)  | 1:59.4 |       |
| 6       | Jack Harris (CAN)    |        |       |
| 7       | Edgar Mountain (GBR) |        |       |
| 8       | Louis Philipps (FRA) |        |       |

### Final
La final es va disputar el 8 de juliol de 1924.
| Posició | Atleta                | Temps  |
| ------- | --------------------- | ------ |
| 1       | Douglas Lowe (GBR)    | 1:52.4 |
| 2       | Paul Martin (SUI)     | 1:52.6 |
| 3       | Schuyler Enck (USA)   | 1:53.0 |
| 4       | H. B. Stallard (GBR)  | 1:53.0 |
| 5       | Bill Richardson (USA) | 1:53.8 |
| 6       | Ray Dodge (USA)       | 1:54.2 |
| 7       | John Watters (USA)    | 1:54.8 |
| 8       | Charles Hoff (NOR)    | 1:56.7 |
| 9       | Harry Houghton (GBR)  | 1:58.0 |